# Neratovice město
Neratovice město je železniční zastávka, která leží v centrální části města Neratovice v okrese Mělník. Zastávka se nachází v obvodu stanice Neratovice a to v km 14,192 jednokolejné trati Čelákovice–Neratovice. Zastávka je jednou ze čtyř stanic ve městě, dalšími jsou Neratovice sídliště, Neratovice a Lobkovice.

## Historie
Zastávka byla zřízena pod názvem Neratowitz Ladestelle v roce 1899, tedy současně se zahájením provozu tratě z Brandýsa nad Labem do Neratovic, kterou postavila společnost Lokalbahn Brandeis an der Elbe - Neratowitz.

## Popis zastávky
Zastávka je zřízena u dopravní koleje č. 10 stanice Neratovice. Tato kolej začíná vjezdovým návěstidlem JL od Brandýsa nad Labem (nachází se v km 14,010) a končí výhybkou č. 104 (první neratovické výhybka při jízdě od Brandýsa) v km 15,184. U této koleje je v km 14,158 až v km 14,186 vybudováno vnější jednostranné panelové nástupiště o délce 28 m, nástupní hrana je ve výšce 550 mm nad temenem kolejnice. Cestujícím je k dispozici přístřešek. V případe nepravidelností v dopravě jsou cestující informování pomocí rozhlasu, který je ovládán z dopravní kanceláře stanice Neratovice.
Po obou stranách zastávky se nacházejí železniční přejezdy. V km 14,033 se nachází přejezd P2762, na kterém trať kříží silnice e III. třídy Neratovice - Kojetice. Přejezd je vybaven světelným přejezdovým zabezpečovacím zařízením se závorami, které je ovládáno buď automaticky jízdou vlaku nebo je ovládá strojvedoucí pagerem. Na opačné straně je v km 14,197 přejezd P2763, což je přechod pro pěší vybavený světelným přejezdovým zabezpečovacím zařízením bez závor, které je ovládáno automaticky jízdou vlaku.